# كومبين دي فالسوري
كومبين دي فالسوري (بالإنجليزية: Combin de Valsorey)‏ هو أحد جبال سلسلة جبال الألب بينيني وجزء من القمة الأم غراند كومبين يقع في سويسرا. يبلغ ارتفاع الجبل حوالي 4184 متر، بينما يبلغ ارتفاع نتوء الجبل 57 متر.